# Gottlieb Wilhelm Hoffmann

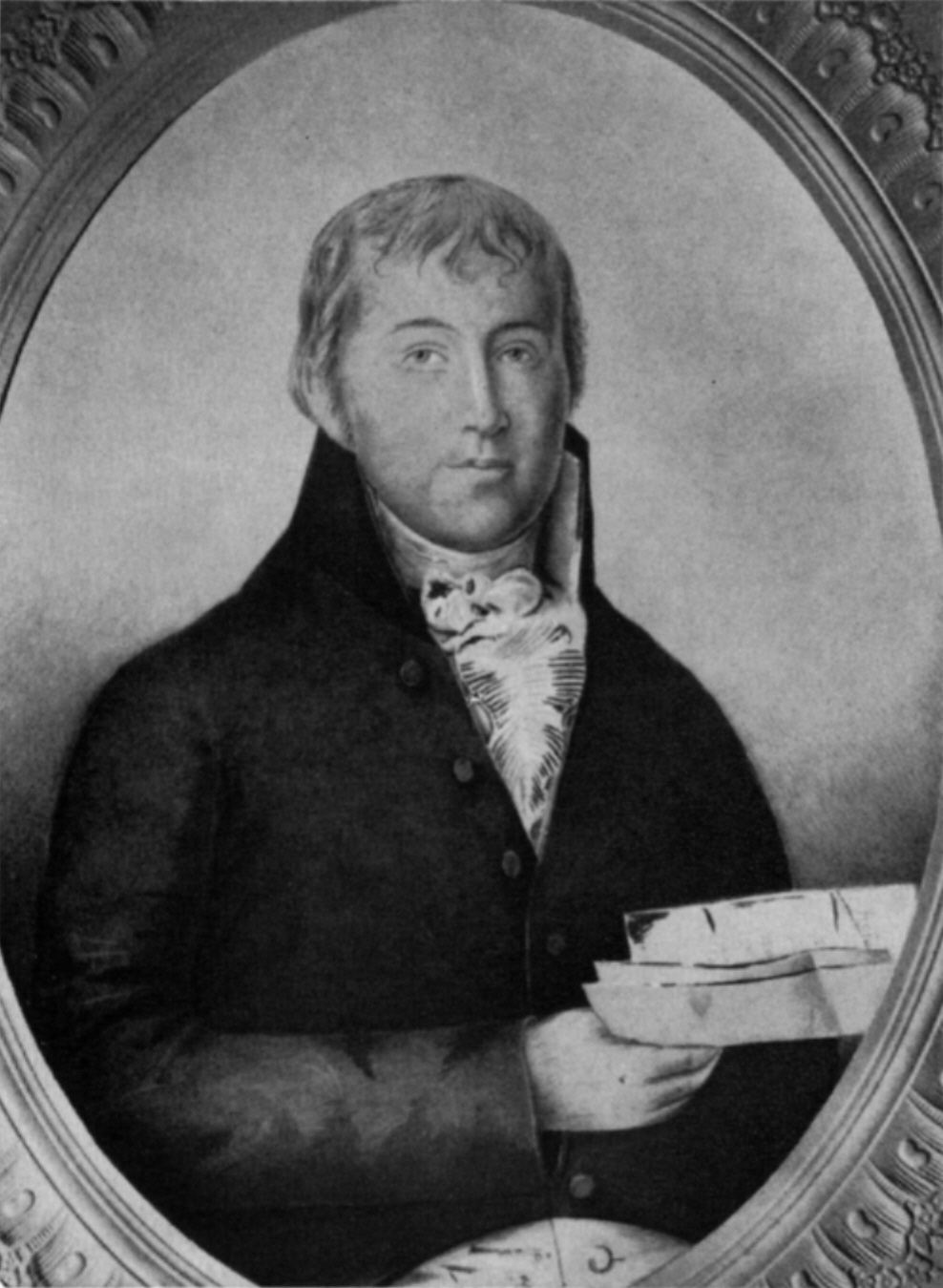
Gottlieb Wilhelm Hoffmann (Porträt eines unbekannten Künstlers, im Besitz der Korntaler Brüdergemeinde)

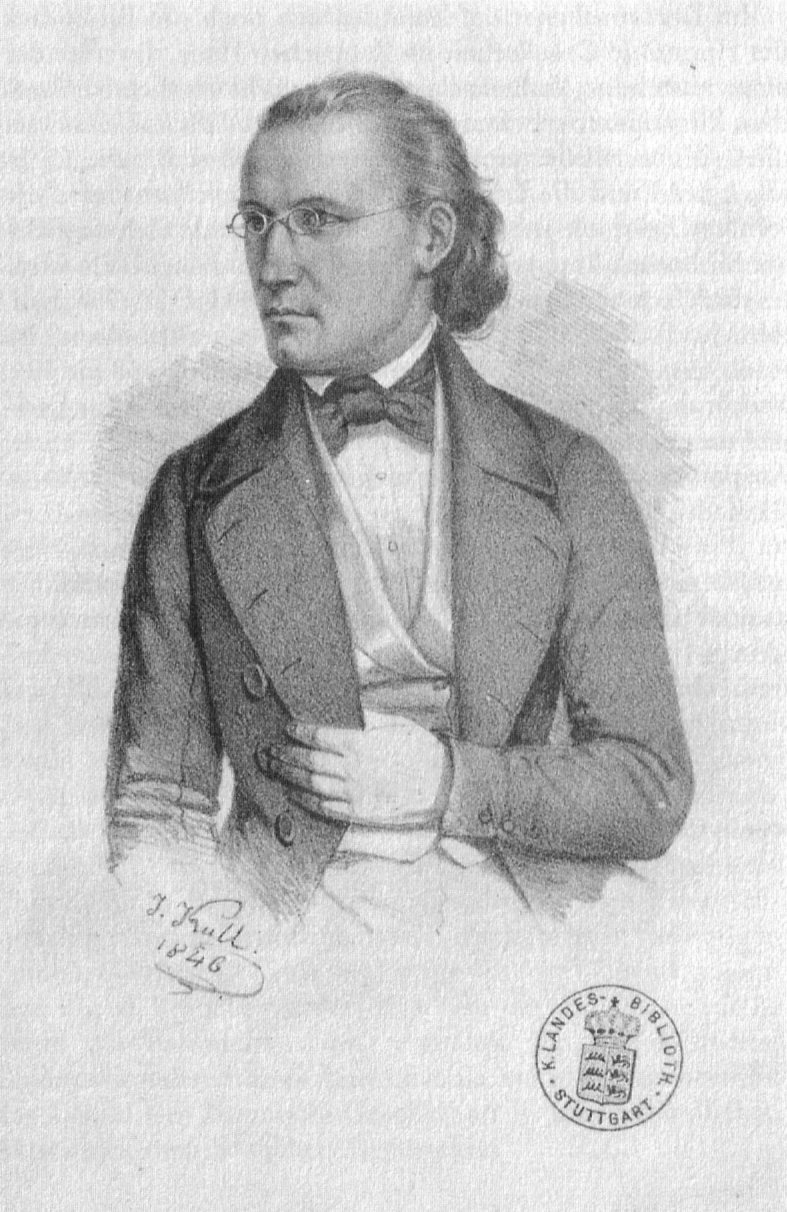
Gottlieb Wilhelm Hoffmann (Lithographie von Jacob Kull, 1846)

Gottlieb Wilhelm Hoffmann (* 19. Dezember 1771 in Ostelsheim bei Calw; † 29. Januar 1846 in Korntal) war ein deutscher Notar und Bürgermeister. Er war der Gründer der beiden württembergischen Brüdergemeinden in Korntal und Wilhelmsdorf.

## Leben
Der vom Pietismus beeinflusste Hoffmann war kaiserlicher Notar und Bürgermeister in Leonberg. Von 1815 bis 1819 gehörte Gottlieb Wilhelm Hoffmann als Abgeordneter für die Bürger des Oberamts Leonberg den württembergischen Ständeversammlungen und von 1819 bis 1825 der Zweiten Kammer der Württembergischen Landstände an. 1817 stimmte er mit den Altwürttembergern gegen die Annahme des königlichen Verfassungsentwurfs.
Als durch die Napoleonischen Kriege und durch schwere Missernten in den Hungerjahren 1816/17 krisenhafte Entwicklungen im Königreich Württemberg herrschten, sahen darin viele Pietisten Anzeichen für eine „Endzeit“, den Anbruch des „Tausendjährigen Reiches“. Im Herbst 1816 musste König Wilhelm I. unmittelbar nach seinem Regierungsantritt ein seit 1807 bestehendes Auswanderungsverbot aufheben. Tausende von württembergischen Untertanen emigrierten bis Ende 1817, die meisten nach Südrussland, wo Zar Alexander I. Siedler mit günstigen Bedingungen anwarb.
In dieser Situation kam bei Hoffmann und anderen führenden Pietisten der Gedanke auf, durch die Begründung einer pietistischen Siedlung im Königreich Württemberg die Auswanderung vermögender und rechtschaffener Bürger einzudämmen. Diese Überlegungen waren beeinflusst durch die Evangelische Brüdergemeine Herrnhut, aber auch durch die von Württembergern begründeten Siedlungen in den Vereinigten Staaten, beispielsweise das durch Johann Georg Rapp begründete Economy in Pennsylvania und das von Separatisten aus dem Kreis um Rottenacker errichtete Zoar in Ohio.
Hofmanns Plan entfachte einen Streit unter Württembergs evangelischen Geistlichen. Etliche Flugschriften erschienen, unter anderem vom Altensteiger Stadtpfarrer Christoph Gottlieb Werner (1779–1860), der sich gegen die Gründung aussprach: „Freimüthige Betrachtungen über die neue politisch-religiöse Gemeinde in Würtemberg“ [sic] (Stuttgart 1819), oder auch vom Theologiestudenten Christian Gottlob Barth, der das Projekt verteidigte: „Hoffmännische Tropfen gegen die Glaubensohnmacht. Worte des Friedens über die neue Württembergische Gemeinde“ (Tübingen 1820). Apokalyptisch gestimmt, betrachtete er die Gründung ganz im Sinne Hoffmanns „vermutlich als [endzeitliche] ‚Anstalt der väterlichen Vorsorge Gottes‘, und ‚Sammelplatz‘ der ‚Uebergebliebenen‘“, die „eine heilsgeschichtliche Funktion ausüben“ werden.
Mit königlicher Erlaubnis kauften die Pietisten das Rittergut Korntal in unmittelbarer Nähe von Stuttgart und stifteten dort 1818 eine pietistische Siedlung. Die Sonderrechte wurden nicht in erhofftem Umfang zugestanden. So überführte man die Güter in das Gemeineigentum und unterstellte sie einer Güterkaufsgesellschaft, während alles andere Privateigentum der Familien blieb.
Gottlieb Wilhelm Hoffmann wollte weitere Siedlungen nach dem Korntaler Vorbild gründen, aber der König verweigerte die Zustimmung, weil er den Aufbau einer pietistischen Parallelgemeinschaft zur evangelischen Landeskirche fürchtete. Erst als Hoffmann 1823 die Errichtung einer Siedlung im Lengenweiler Moosried vorschlug, die im Sinne der königlichen Agrarpolitik einen „nationalwirtschaftlichen Zweck“, nämlich die Trockenlegung des Moorgebiets, erfüllte, wurde die Genehmigung erteilt. Die neue „Kolonie“ wurde als Tochtersiedlung von Korntal eingerichtet und nach dem König Wilhelmsdorf benannt.
Hoffmann litt jedoch zunehmend unter den wirtschaftlichen Schwierigkeiten in Wilhelmsdorf, zumal dort eine geeignete Führungspersönlichkeit vor Ort fehlte. Dass es zum Konkurs des Unternehmens kam, traf ihn tief. Noch auf dem Sterbebett trieben ihn die Sorgen um die Siedlung um.
Mit seinen pietistischen Siedlungsprojekten verwirklichte Gottlieb Wilhelm Hoffmann soziale Ideen im Sinne des Pietismus und initiierte in Korntal ein pietistisches Zentrum in der Mitte Württembergs. Er gehört zu den bedeutenden württembergischen Pietisten des frühen 19. Jahrhunderts.

## Familie
Hoffmann war dreimal verheiratet. Seine erste Frau war Wilhelmine Flattich (1779–1801), eine Enkelin von Johann Friedrich Flattich, die jedoch schon anderthalb Jahre nach der Hochzeit verstarb.  Aus seiner zweiten Ehe mit Friederike Löffler (1779–1810) stammte Wilhelm Hoffmann, der spätere Berliner Hofprediger und Gründer des Jerusalemsvereins. Ein Sohn aus der dritten Ehe mit Beate Baumann (1774–1852) war Christoph Hoffmann, der die Tempelgesellschaft gründete.
Beide Söhne betrieben die Förderung des Christentums in Palästina. Während aber Wilhelm bestehende Kirchen unterstützten, löste Christoph sich theologisch von der lutherischen Kirche, übersiedelte ins Heilige Land und gründete dort   Kolonien, mit dem Ziel, einen neuen Jerusalemer Tempel errichten.

## Einzelnachweis
1. ↑  Werner Raupp, 1998 (Lit.), S. 122 f.

| Personendaten    | Personendaten                       |
| ---------------- | ----------------------------------- |
| NAME             | Hoffmann, Gottlieb Wilhelm          |
| KURZBESCHREIBUNG | deutscher Bürgermeister und Pietist |
| GEBURTSDATUM     | 19. Dezember 1771                   |
| GEBURTSORT       | Ostelsheim                          |
| STERBEDATUM      | 29. Januar 1846                     |
| STERBEORT        | Korntal                             |